# Capo Juby
Capo Juby (in arabo رأس جوبي‎?; in spagnolo Cabo Juby) è un capo della costa atlantica del Marocco meridionale. È situato presso la città di Tarfaya, a 30 km a nord dal confine tra il Marocco e il Sahara Occidentale.
La regione circostante, che comprende le città di Tarfaya e Tan-Tan, è chiamata striscia di Capo Juby (dall'omonimo promontorio), striscia di Tarfaya (dall'omonima città) o Zona Tekna (dai Tekna, la popolazione nativa Saharawi). La regione si trova attualmente all'estremo sud del Marocco riconosciuto a livello internazionale e costituisce una zona cuscinetto semidesertica tra il Marocco vero e proprio al fiume Draa e il Sahara occidentale. La striscia è stata sotto il dominio spagnolo per gran parte del XX secolo, ufficialmente come parte del protettorato spagnolo del Marocco, ma principalmente amministrata insieme alla Saguía el-Hamra e al Río de Oro come parte del Sahara spagnolo, con il quale la striscia vantava legami culturali e storici più stretti.

## Storia
Il 28 maggio 1767, Muhammad III del Marocco, sultano del Marocco, firmò un trattato di pace e commercio con il re Carlo III di Spagna. Nel trattato, il Marocco riconosceva che non era in grado di garantire la sicurezza dei pescatori spagnoli lungo le coste a sud del fiume Noun, poiché non aveva il controllo sulle tribù Tekna di quell'area (art. 18).
Il 1° marzo 1799, il sultano Mulay Sulayman firmò un accordo con il re Carlo IV di Spagna, in cui riconosceva che le regioni di Saguia el Hamra e Capo Juby non facevano parte dei suoi domini (art. 22).
Nel 1879 la Compagnia Britannica dell'Africa Occidentale stabilì un posto di commercio vicino a Capo Juby, chiamato “Port Victoria”. Il 26 marzo 1888, soldati marocchini attaccarono la postazione, uccidendo il direttore e ferendo gravemente due operai. Nel 1895 la compagnia vendette la postazione al Sultano del Marocco.
Nel 1912 la Spagna negoziò con la Francia (che all'epoca curava gli affari esteri del Marocco) per ottenere concessioni sulla costa meridionale del Marocco. Francisco Bens occupò ufficialmente la regione di Capo Juby per la Spagna il 29 luglio 1916. La zona fu amministrata dalla Spagna come un'unica entità (Africa occidentale spagnola) assieme al Sahara spagnolo e l'enclave di Ifni.
Per stabilizzare la loro presenza in un territorio in gran parte deserico gli spagnoli fondarono anche una cittadina che chiamarono Villa Bens. Ben presto questo avamposto iniziò ad essere utilizzata come punto di sosta per i voli di posta aerea.
Quando il Marocco riconquistò la piena indipendenza nel 1956, chiese la cessione delle aree marocchine ancora controllate dalla Spagna. Dopo una certa resistenza e una breve guerra nel 1957, nel 1958 il governo spagnolo cedette al Marocco la striscia di Capo Juby.